# 생명과학 브레이크스루 상
생명과학 브레이크스루 상 (Breakthrough Prize in Life Sciences)은 페이스북의 마크 주커버그와 프리실라 찬, 구글의 세르게이 브린, 기업가이자 벤처 캐피털리스트인 유리 밀러, 유전학 기업 23andMe의 창립자 중 한 명인 앤 보이치키가 자금을 지원하는 상이다.
이 상은 인간의 수명을 연장하는 발견을 한 연구자에게 수여된다. 이 상은 2013년부터 매년 수여되며, 이후 매년 6개의 상이 수여된다. 수상자는 공개 강연을 해야 하고 미래 수상자를 결정하기 위한 위원회를 구성해야 한다. 이 시상식은 샌프란시스코에서 열리며, 토론회는 캘리포니아 대학교 버클리, 캘리포니아 대학교 샌프란시스코, 스탠포드 대학교에서 번갈아 가며 진행된다.

## 수상자 목록
| 년도 | 수상자 이름             | 국적            | 업적 |
| 2013 | 코넬리아 바그만         | 미국            | 신경 회로와 행동의 유전학, 그리고 시냅스 가이드포스트 분자에 대해 연구했음. |
| 2013 | 데이비드 보트스타인     | 스위스/미국     | DNA 다형성을 이용한 인간의 멘델 질병 연관 지도를 작성했음. |
| 2013 | 루이스 C. 캔틀리        | 미국            | PI 3-키나제와 암 대사의 역할을 발견했음. |
| 2013 | 한스 클레버스           | 네덜란드        | 조직 줄기 세포와 암에서 윈트 신호전달 경로의 역할을 설명했음. |
| 2013 | 티티아 드 랑게          | 네덜란드/미국   | 텔로미어에 대한 연구를 통해 텔로미어가 염색체 말단을 보호하는 방식과 암에서 유전체 불안정성에 미치는 역할을 밝혔음. |
| 2013 | 나폴레오네 페라라       | 이탈리아/미국   | 암과 안구 질환에 대한 치료법으로 이어진 혈관신생 메커니즘을 발견했음. |
| 2013 | 에릭 랜더               | 미국            | 인간 질병 유전자를 식별하고 인간 게놈의 유전적, 물리적 및 서열 지도를 작성 및 분석하여 의학에 응용할 수 있는 일반 원리를 발견했음.                                                                                       |
| 2013 | 찰스 소여스             | 미국            | 암 유전자와 표적 치료를 연구했음. |
| 2013 | 로버트 와인버그         | 미국            | 인간 암 유전자의 특성화를 연구했음. |
| 2013 | 야마나카 신야           | 일본            | 유도 다능성 줄기세포를 개발했음. |
| 2013 | 버트 포겔스타인         | 미국            | 암 유전체학 및 종양 억제 유전자에 대해 연구했음. |
| 2014 | 제임스 P. 앨리슨        | 미국            | T세포 체크포인트 차단이 효과적인 암 치료법이라는 사실을 발견했음. |
| 2014 | 마흘론 델롱             | 미국            | 파킨슨병에서 오작동하는 뇌의 상호 연결 회로를 정의했음. 이 과학적 기초는 뇌 심부 자극을 통한 파킨슨병의 회로 기반 치료의 기초가 되었다.                                                                                  |
| 2014 | 마이클 홀               | 스위스/미국     | 라파마이신 표적(TOR)을 발견하고 세포 성장 제어의 역할에 대해 연구하였음. |
| 2014 | 로버트 랭거             | 미국            | 약물 방출 조절과 시스템 및 새로운 생체 재료를 발견했음. |
| 2014 | 리처드 리프턴           | 미국            | 고혈압을 유발하는 유전자와 생화학적 메커니즘을 발견했음. |
| 2014 | 알렉산더 바르샤브스키   | 러시아/미국     | 세포 내 단백질 분해의 중요한 분자적 결정 인자와 생물학적 기능을 발견했음. |
| 2015 | 알림 루이스 베나비드    | 미국            | 파킨슨병 치료에 혁명을 일으킨 고주파 심부 뇌 자극 (DBS)을 발견하고 작업했음. |
| 2015 | 찰스 데이비드 알리스    | 미국            | 히스톤 단백질의 공유 결합 변형을 발견하고 유전자 발현과 크로마틴 조직 조절에서 히스톤 단백질이 차지하는 중요한 역할을 밝혀내 선천적 결함에서 암에 이르는 다양한 질병에 대한 이해를 증진하게 했음.                        |
| 2015 | 빅터 앰브로스           | 미국            | 번역을 억제하거나 보완적인 mRNA 표적을 불안정하게 만드는 작은 RNA 분자의 한 종류인 마이크로 DNA를 발견했음. |
| 2015 | 게리 러브컨             | 미국            | 번역을 억제하거나 보완적인 mRNA 표적을 불안정하게 만드는 작은 RNA 분자의 한 종류인 마이크로 DNA를 발견했음. |
| 2015 | 제니퍼 다우드나         | 미국            | 박테리아 면역의 고대 메커니즘을 강력하고 일반적인 게놈 편집 기술로 활용하여 생물학과 의학 전반에 걸쳐 광범위한 영향을 미치게 했음.                                                                                       |
| 2015 | 에마뉘엘 샤르팡티에     | 프랑스          | 박테리아 면역의 고대 메커니즘을 강력하고 일반적인 게놈 편집 기술로 활용하여 생물학과 의학 전반에 걸쳐 광범위한 영향을 미치게 했음.                                                                                       |
| 2016 | 에드워드 보이든         | 미국            | 광유전학을 개발하고 구현함. 신경 세포가 빛에 의해 활성화되는 이온 채널과 펌프를 표현하도록 프로그래밍하여 전기적 활동을 빛으로 제어할 수 있게 했음.                                                                      |
| 2016 | 칼 다이서로스           | 미국            | 광유전학을 개발하고 구현함. 신경 세포가 빛에 의해 활성화되는 이온 채널과 펌프를 표현하도록 프로그래밍하여 전기적 활동을 빛으로 제어할 수 있게 했음.                                                                      |
| 2016 | 존 하디                 | 영국            | 조기 발병 알츠하이머병을 유발하는 아밀로이드 전구 단백질 (APP) 유전자의 돌연변이를 발견하고, APP 유래 베타 아밀로이드 펩타이드 축적을 알츠하이머병 발병 기전과 연결하며, 질병 예방을 위한 새로운 전략에 영감을 제공했음. |
| 2016 | 헬렌 홉스               | 미국            | 콜레스테롤과 다른 지질의 수치와 분포를 변화시키는 인간 유전적 변이를 발견하여 심혈관 및 간 질환 예방에 대한 새로운 접근 방식을 개발했음.                                                                                 |
| 2016 | 스반테 페보             | 스웨덴          | 고대 DNA와 고대 유전체의 시퀀싱을 개척하여 현대인의 기원, 네안데르탈인과 같은 멸종된 친척과의 관계, 인간 집단과 특성의 진화를 밝혀냈음.                                                                                  |
| 2017 | 스티븐 엘리지           | 미국            | 진핵 세포가 DNA 손상을 감지하고 대응하는 방식을 설명하였고, 암의 발병 및 치료에 대한 통찰력을 제공했음. |
| 2017 | 해리 F. 놀러            | 미국            | 모든 세포의 단백질 합성에 필수적인 기계인 리보솜의 활성 중심을 형성하는 데 RNA가 중심이라는 사실을 발견하여 현대 생물학을 생명의 기원과 연결하고 많은 천연 항생제가 단백질 합성을 방해하는 방식을 설명했음.              |
| 2017 | 로엘 누세               | 네덜란드        | 발달, 암 및 줄기 세포 생물학에서 중요한 세포 간 신호 전달 시스템 중 하나인 Wnt 경로에 대해 선구적인 연구를 했음. |
| 2017 | 오스미 요시노리         | 일본            | 세포가 자신의 필수적이지 않거나 손상된 성분으로부터 영양소를 생성하는데 사용하는 재활용 시스템인 자가포식을 설명했음. |
| 2017 | 후다 조그비             | 레바논/미국     | 척추소뇌성 실조증과 레트 증후군의 유전적 원인과 생화학적 메커니즘을 발견하여 신경퇴행성 질환과 신경계 질환의 병인에 대해 연구했음.                                                                                       |
| 2018 | 죠앤 코리               | 미국            | 식물이 햇빛을 화학 에너지로 변환하기 위해 성장, 발달 및 세포 구조를 최적화하는 방법을 발견했음. |
| 2018 | 피터 월터               | 독일/미국       | 폴딩되지 않은 단백질 반응을 설명하기 위해 질병을 유발하는 폴딩되지 않은 단백질을 감지하고 세포에 교정 조치를 취하도록 지시하는 세포 품질 관리 시스템을 발견했음.                                                         |
| 2018 | 모리 카즈토시           | 일본            | 폴딩되지 않은 단백질 반응을 설명하기 위해 질병을 유발하는 폴딩되지 않은 단백질을 감지하고 세포에 교정 조치를 취하도록 지시하는 세포 품질 관리 시스템을 발견했음.                                                         |
| 2018 | 킴 나스미스             | 영국            | 세포 분열 중 중복된 염색체의 위험한 분리를 중재하는 정교한 메커니즘을 밝혀내어 암과 같은 유전적 질병을 연구했음. |
| 2018 | 돈 W. 클리블랜드        | 미국            | 신경 퇴행에서 신경교세포의 역할을 포함하여 유전성 ALS의 한 유형의 분자적 병인을 밝히고, ALS 및 헌팅턴병의 동물 모델에서 안티센스 올리고뉴클레오타이드 치료법을 확립했음.                                                 |
| 2019 | 프랭크 베넷             | 미국            | 척수성 근위축증이라는 신경퇴행성 질환을 앓고 있는 어린이를 위한 효과적인 안티센스 올리고뉴클레오타이드 치료법을 개발했음.                                                                                                |
| 2019 | 아드리안 크라이너       | 미국            | 척수성 근위축증이라는 신경퇴행성 질환을 앓고 있는 어린이를 위한 효과적인 안티센스 올리고뉴클레오타이드 치료법을 개발했음.                                                                                                |
| 2019 | 안젤리카 아몬           | 오스트리아/미국 | 염색체를 잘못 분리함으로 인해 발생하는 비정상적인 염색체 수인 이수성의 결과를 결정했음. |
| 2019 | 주앙샤오웨이            | 중국/미국       | 광학 현미경의 기본적 공간 분해능 한계를 뛰어넘는 초고해상도 이미징을 개발하여 세포 내 숨겨진 구조를 발견했음. |
| 2019 | 천지지안                | 중국/미국       | DNA 감지 효소 cGAS를 발견하여 세포 내부에서 DNA가 면역 및 자가면역 반응을 유발하는 방식을 개발했음. |
| 2020 | 제프리 프리드먼         | 미국            | 지방 조직이 뇌에 음식 섭취를 조절하도록 신호를 보내는 새로운 내분비 시스템을 발견했음. |
| 2020 | 프란츠 울리히 하르틀    | 독일            | 단백질 접힘을 매개하고 단백질 응집을 방지하는 분자 샤페론의 기능을 발견했음. |
| 2020 | 아서 L. 호리치          | 미국            | 단백질 접힘을 매개하고 단백질 응집을 방지하는 분자 샤페론의 기능을 발견했음. |
| 2020 | 데이비드 줄리어스       | 미국            | 통증 감각의 기초가 되는 분자, 세포 및 메커니즘을 발견했음. |
| 2020 | 버지니아 만이 리        | 중국/미국       | 전두측두형 치매와 근위축성 측색경화증에서 TDP43 단백질 응집체를 발견하였고, 다양한 세포 유형에서 다양한 형태의 알파-시누클레인이 파킨슨병과 다발성계통위축증의 원인을 밝혀냈음.                                          |
| 2021 | 데이비드 베커           | 미국            | 인간 질병에 대한 치료적 개입의 잠재력을 가진 새로운 단백질을 포함하여 자연에서 이전에 본 적이 없는 단백질의 설계를 가능하게 하는 기술을 개발하였음.                                                                      |
| 2021 | 캐서린 둘락             | 프랑스/미국     | 육아의 복잡한 행동을 세포 유형과 그 배선 수준까지 분해하고, 남성과 여성의 특정 육아 행동을 지배하는 신경 회로가 두 성별 모두에 존재한다는 것을 보여주었음.                                                               |
| 2021 | 데니스 로               | 홍콩            | 태아 DNA가 모체 혈액에 존재하며 21번 3염색체성 및 기타 유전적 질환의 태아 전 검사에 사용될 수 있다는 사실을 발견하였음.                                                                                                  |
| 2021 | 리차드 J. 유엘          | 미국            | 손상된 미토콘드리아를 제거하고 이를 통해 파킨슨병을 예방하는 품질 관리 경로를 밝혀냈음. |
| 2022 | 제프리 W. 켈리          | 미국            | 신경퇴행성 질환과 심장 트랜스티레틴 질환의 분자적 기초를 밝히고, 이러한 질환의 진행을 늦추는 약물인 타파미디스를 개발하였음.                                                                                             |
| 2022 | 커리코 커털린           | 헝가리/미국     | 효과적인 COVID-19 백신의 신속한 개발을 가능하게 한 변형 RNA 기술을 엔지니어링을 하였음. |
| 2022 | 드루 와이스먼           | 미국            | 효과적인 COVID-19 백신의 신속한 개발을 가능하게 한 변형 RNA 기술을 엔지니어링을 하였음. |
| 2022 | 샹카르 발라수브라마니안 | 인도/영국       | 대규모로 DNA 시퀀스를 결정하는 견고하고 저렴한 방법을 개발하여 과학과 의학의 관행을 혁신하였음. |
| 2022 | 데이비드 클레너만       | 영국            | 대규모로 DNA 시퀀스를 결정하는 견고하고 저렴한 방법을 개발하여 과학과 의학의 관행을 혁신하였음. |
| 2022 | 파스칼 마이어           | 프랑스          | 대규모로 DNA 시퀀스를 결정하는 견고하고 저렴한 방법을 개발하여 과학과 의학의 관행을 혁신하였음. |
| 2023 | 클리포드 P. 브랭윈      | 미국            | 단백질과 RNA를 막이 없는 액체 방울로 분리하는 것을 매개로 한 세포 조직의 기본 메커니즘을 발견하였음. |
| 2023 | 앤서니 A. 하이먼        | 영국            | 단백질과 RNA를 막이 없는 액체 방울로 분리하는 것을 매개로 한 세포 조직의 기본 메커니즘을 발견하였음. |
| 2023 | 데미스 허사비스         | 영국            | "단백질의 아미노산 서열로부터 단백질의 3차원 구조를 빠르고 정확하게 예측하는 딥러닝 AI 방법을 개발하였음. |
| 2023 | 존 마이클 점퍼          | 미국            | "단백질의 아미노산 서열로부터 단백질의 3차원 구조를 빠르고 정확하게 예측하는 딥러닝 AI 방법을 개발하였음. |
| 2023 | 에마뉘엘 미노           | 미국            | 졸음증은 각성을 촉진하는 물질을 만드는 소수의 뇌세포가 소실되어 발생한다는 사실을 발견하여 수면 장애에 대한 새로운 치료법을 개발하였음.                                                                                  |
| 2023 | 야나기사와 마사시       | 일본/미국       | 졸음증은 각성을 촉진하는 물질을 만드는 소수의 뇌세포가 소실되어 발생한다는 사실을 발견하여 수면 장애에 대한 새로운 치료법을 개발하였음.                                                                                  |
| 2024 | 칼 H. 준                | 미국            | 환자의 T 세포가 암 세포를 표적으로 삼아 사멸하도록 변형되는 키메라 항원 수용체 T 세포 면역 요법 개발하였음. |
| 2024 | 미셸 사들랭             | 프랑스          | 환자의 T 세포가 암 세포를 표적으로 삼아 사멸하도록 변형되는 키메라 항원 수용체 T 세포 면역 요법 개발하였음. |
| 2024 | 사빈 하디다             | 스페인/미국     | 낭포성 섬유증 환자의 결함이 있는 염화물 채널 단백질을 복구하는 삶을 변화시키는 약물 조합을 개발하였음. |
| 2024 | 폴 네글레스쿠           | 미국            | 낭포성 섬유증 환자의 결함이 있는 염화물 채널 단백질을 복구하는 삶을 변화시키는 약물 조합을 개발하였음. |
| 2024 | 프레드릭 반 고어        | 미국            | 낭포성 섬유증 환자의 결함이 있는 염화물 채널 단백질을 복구하는 삶을 변화시키는 약물 조합을 개발하였음. |
| 2024 | 토마스 가서             | 독일            | GBA1과 LRRK2를 파킨슨병의 위험 유전자로 식별하고, 자가포식과 리소좀 생물학이 이 질병의 발병 기전에 중요한 요인임을 밝혀냈음.                                                                                             |
| 2024 | 엘렌 시드란스키         | 미국            | GBA1과 LRRK2를 파킨슨병의 위험 유전자로 식별하고, 자가포식과 리소좀 생물학이 이 질병의 발병 기전에 중요한 요인임을 밝혀냈음.                                                                                             |
| 2024 | 앤드류 싱글턴           | 영국            | GBA1과 LRRK2를 파킨슨병의 위험 유전자로 식별하고, 자가포식과 리소좀 생물학이 이 질병의 발병 기전에 중요한 요인임을 밝혀냈음.                                                                                             |